# Virgem da Lapa
Virgem da Lapa là một đô thị thuộc bang Minas Gerais, Brasil. Đô thị này có diện tích 871,888 km², dân số năm 2007 là 14103 người, mật độ 15,5 người/km².